# Orthonevra indica
Orthonevra indica är en tvåvingeart som beskrevs av Enrico Adelelmo Brunetti 1915. Orthonevra indica ingår i släktet glansblomflugor, och familjen blomflugor. Inga underarter finns listade i Catalogue of Life.